# Gershøj (plaats)
Gershøj is een plaats in de Deense regio Seeland, gemeente Lejre, en telt 711 inwoners (2008).